# Immuntolerans
Immuntolerans, även immunologisk telerans, byggs i regel upp av regulatoriska T-celler (Treg-celler), tidigare kända som suppressor-T-celler. Dessa har till uppgift att stänga av cell-medierad immunitet i slutet av en immunreaktion och att undertrycka auto-reaktiva T-celler som undkommit processen för negativt urval i brässen.